# 露果猪毛菜
露果猪毛菜（学名：Salsola aperta）为苋科猪毛菜属的植物。分布在中亚地区以及中国大陆的新疆等地，多生长于砂丘和砂地，目前尚未由人工引种栽培。